# Ulricehamns landsfiskalsdistrikt
Ulricehamns landsfiskalsdistrikt var 1918–1964 ett landsfiskalsdistrikt i Älvsborgs län, bildat som Redvägs landsfiskalsdistrikt när Sveriges indelning i landsfiskalsdistrikt trädde i kraft den 1 januari 1918, enligt beslut den 7 september 1917. Namnet ändrades 1 januari 1948 ändrades distriktets namn till Ulricehamns landsfiskalsdistrikt. Den 1 januari 1965 avskaffades i Sverige samtliga landsfiskaler och landsfiskalsdistrikt, och deras arbetsuppgifter delades upp på de nyskapade indelningarna polisdistrikt, åklagardistrikt och kronofogdedistrikt.
Landsfiskalsdistriktet låg under länsstyrelsen i Älvsborgs län.

## Ingående områden
1 januari 1932 (enligt beslut den 16 juni 1931) överfördes den del av Kölingareds landskommun som låg i Skaraborgs län, Vartofta härad och Slättängs landsfiskalsdistrikt i alla hänseenden till Älvsborgs län, Redvägs härad och Redvägs landsfiskalsdistrikt. 1 januari 1938 inkorporerades kommunerna Brunn och Vist i Ulricehamns stad. När Sveriges nya indelning i landsfiskalsdistrikt trädde i kraft den 1 oktober 1941 (enligt kungörelsen den 28 juni 1941) lämnades Redvägs landsfiskalsdistrikt opåverkat, men regeringen anförde i kungörelsen att den ville i framtiden besluta om Ulricehamns stads förenande med landsfiskalsdistriktet. 1 januari 1948 införlivades staden Ulricehamn i landsfiskalsdistriktet i alla hänseenden samtidigt som stadens stadsfiskalstjänst upphörde. När Sveriges nya indelning i landsfiskalsdistrikt trädde i kraft den 1 januari 1952 (enligt kungörelsen 1 juni 1951) ändrades distriktets indelning genom kommunreformen 1952 men omfattningen ändrades inte.

### Från 1918
Redvägs härad:
- Blidsbergs landskommun
- Brunns landskommun
- Böne landskommun
- Dalums landskommun
- Fivlereds landskommun
- Gullereds landskommun
- Humla landskommun
- Hössna landskommun
- Knätte landskommun
- Kölaby landskommun
- Del av Kölingareds landskommun: Den del av landskommunen som låg i Älvsborgs län.[2]
- Liareds landskommun
- Norra Åsarps landskommun
- Smula landskommun
- Solberga landskommun
- Strängsereds landskommun
- Timmele landskommun
- Vists landskommun

### Från 1932
Redvägs härad:
- Blidsbergs landskommun
- Brunns landskommun
- Böne landskommun
- Dalums landskommun
- Fivlereds landskommun
- Gullereds landskommun
- Humla landskommun
- Hössna landskommun
- Knätte landskommun
- Kölaby landskommun
- Kölingareds landskommun
- Liareds landskommun
- Norra Åsarps landskommun
- Smula landskommun
- Solberga landskommun
- Strängsereds landskommun
- Timmele landskommun
- Vists landskommun

### Från 1938
Redvägs härad:
- Blidsbergs landskommun
- Böne landskommun
- Dalums landskommun
- Fivlereds landskommun
- Gullereds landskommun
- Humla landskommun
- Hössna landskommun
- Knätte landskommun
- Kölaby landskommun
- Kölingareds landskommun
- Liareds landskommun
- Norra Åsarps landskommun
- Smula landskommun
- Solberga landskommun
- Strängsereds landskommun
- Timmele landskommun

### Från 1948
- Ulricehamns stad

Redvägs härad:
- Blidsbergs landskommun
- Böne landskommun
- Dalums landskommun
- Fivlereds landskommun
- Gullereds landskommun
- Humla landskommun
- Hössna landskommun
- Knätte landskommun
- Kölaby landskommun
- Kölingareds landskommun
- Liareds landskommun
- Norra Åsarps landskommun
- Smula landskommun
- Solberga landskommun
- Strängsereds landskommun
- Timmele landskommun

### Från 1 januari 1952
- Redvägs landskommun
- Ulricehamns stad